# 2024年の台風
2024年の台風（2024ねんのたいふう、太平洋北西部および南シナ海で発生した熱帯低気圧）のデータ。データは基本的に日本の気象庁の情報に基づき、気象庁が熱帯低気圧としていない一部のものについては、合同台風警報センター (JTWC) のみに準拠する。
2024年に発生した台風の総数は、平均25.1個と同程度の26個であり、日本での影響については、接近数が平均11.7個と同程度の11個、上陸数は平年の3.0個よりやや少ない2個であった。
2024年の台風は、春まで続いたエルニーニョ現象の影響で積乱雲が発生しにくくなり、台風の発生数が少なくなったが、夏以降はエルニーニョ現象の影響が小さくなるとともに、積乱雲が発生しやすい状況に変わり、台風の発生数が多くなっている。
台風1号は5月26日に発生。台風に関する統計が開始された1951年以降で平均的な台風1号の発生は3月頃であり、台風1号の発生が5月にずれ込むのは2020年以来4年ぶりであった。
8月に発生した台風5号は、岩手県に上陸した後東北北部を横断し、岩手県では記録的な大雨となった。台風が東北地方の太平洋側から上陸したのは1951年の統計開始以降3回目であり、岩手県に上陸するのは2016年の台風10号以来、8年ぶりとなった。
同月に発生した台風7号は、非常に強い勢力を維持したまま伊豆諸島、関東地方、東北南部に接近した。また、台風周辺の暖かく湿った空気や台風本体の雨雲の影響で、関東甲信地方を中心に東日本から東北地方では大雨となったところがあった。
さらに、台風10号は、日本付近で動きが鈍くなり、非常に強い勢力で奄美地方、九州南部に接近し、強い勢力で鹿児島県に上陸した後、西日本を横断し、鹿児島県には暴風、波浪、高潮の特別警報が発表された。また、日本付近で台風の動きが遅かったため、台風本体の雨雲や暖かく湿った空気の影響が長く続き、西日本から東日本の太平洋側を中心に記録的な大雨となった。

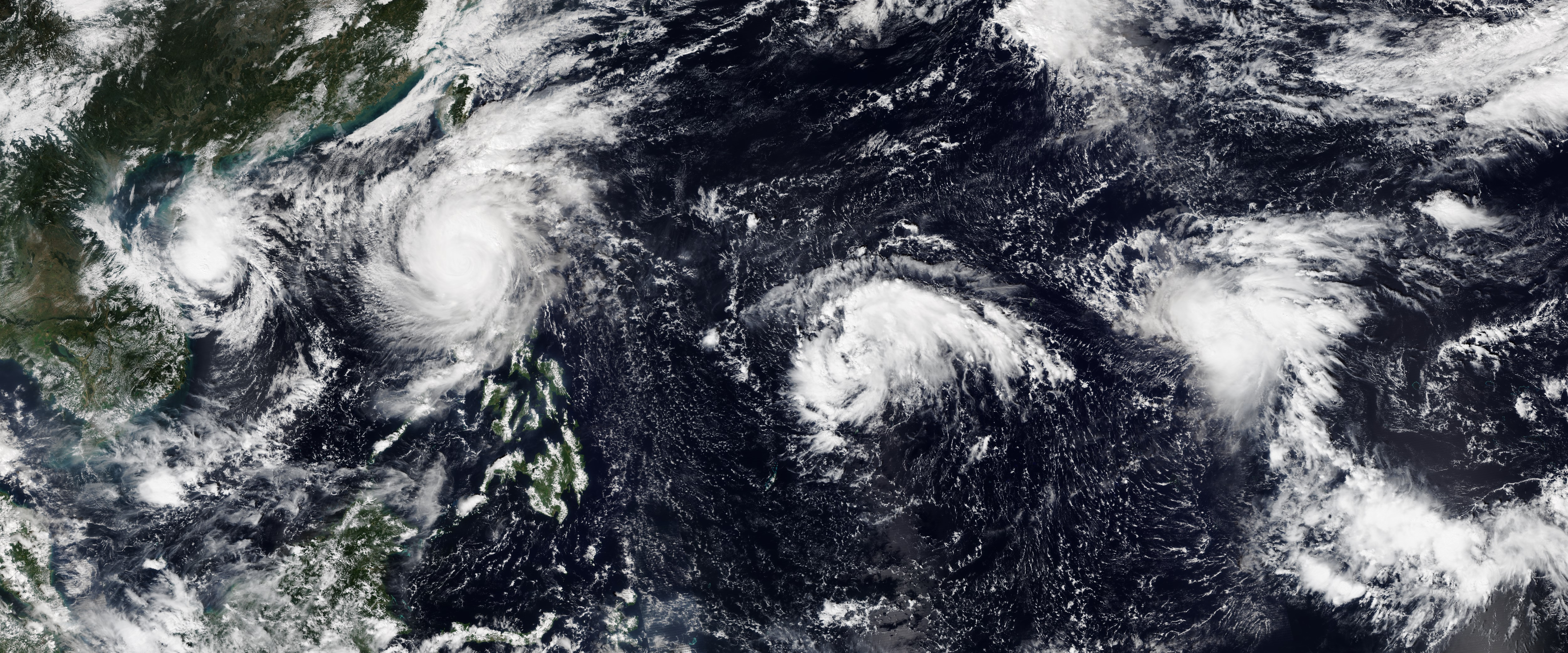
北西太平洋にて発生した4つの熱帯低気圧。左から順に22号、23号、熱帯低気圧(後に25号となる)、24号。

9月には台風が8個発生した。中でも、1日に発生した台風11号は、2021年の台風21号、他2つの台風と並んで、南シナ海で記録された僅か4つのカテゴリー5の台風の1つとなった。
10月以降も台風は平年並みかそれ以上のペースで発生し続け、特に11月は4つの台風が発生し、その全てがフィリピンに甚大な被害を与えた。また、11月12日には台風22号、23号、24号、25号が一時的に同時に存在しており、11月としては統計史上初めてであった。

## 月別の台風発生数
| 1月 | 2月 | 3月 | 4月 | 5月 | 6月 | 7月 | 8月 | 9月 | 10月 | 11月 | 12月 | 年間 |
| --- | --- | --- | --- | --- | --- | --- | --- | --- | ---- | ---- | ---- | ---- |
|     |     |     |     | 2   |     | 2   | 6   | 8   | 3    | 4    | 1    | 26   |

## 台風に分類されている熱帯低気圧

### 台風1号（イーウィニャ）
202401・01W・アゴン
5月20日頃に発生した低圧部が徐々に発達して23日3時にミンダナオ島の東で熱帯低気圧になった。
気象庁は同日9時、この熱帯低気圧が24時間以内に台風に発達する見込みとした。
なお、PAGASAはこの時点で熱帯低気圧がフィリピン責任地域（PAR）に入っているとして、フィリピン名「アゴン（Aghon）」を付与している。
26日、フィリピン付近（北緯13.4度、東経122.3度）で熱帯低気圧が台風1号に発達し、「イーウィニャ（Ewiniar）」と命名された。
台風が発生したフィリピンではケソン州で新生児を含む3人が死亡した。
なお、台風1号の発生が5月にずれ込むのは2020年以来4年ぶりであり、統計開始以来7番目に遅い発生となった。また、熱帯低気圧がフィリピンに上陸し陸上を進んだことで当初の予想より発生が遅れることになった。
台風はフィリピンを抜けた後急発達し27日9時には、強い勢力となり暴風域が発生した。
その後本州の南（北緯31.4度、東経137.7度）を進んで31日15時に、温帯低気圧に変わった。
台風1号の名前「イーウィニャ（Ewiniar）」は、ミクロネシアが提案した名称で、嵐の神を意味する。

### 台風2号（マリクシ）
202402・02W
気象庁は5月30日、前日発生した低圧部が南シナ海で熱帯低気圧に発達したとすると同時に、この熱帯低気圧が24時間以内に台風に発達する見込みとした。
31日15時、南シナ海（北緯19.8度、東経112.6度）で熱帯低気圧から台風2号に発達し、「マリクシ（Maliksi）」と命名された。
台風は中国を進み6月1日15時に華南（北緯21.2度、東経111.3度）で熱帯低気圧に変わった。
台風2号の名前「マリクシ（Maliksi）」は、フィリピンが提案した名前で、速いを意味する。

### 台風3号（ケーミー）
202403・05W・カリナ
気象庁は7月19日、17日ごろに発生した低圧部が熱帯低気圧に発達したとした。
さらに同日中に、この熱帯低気圧が24時間以内に台風に発達する見込みであるとした。
熱帯低気圧は20日15時にフィリピンの東（北緯15.5度、東経128.5度）で台風へと発達し、「ケーミー（Gaemi）」と命名された
。また、台風3号が7月20日に発生するのは統計開始以来5番目に遅い記録となった。
台風はフィリピンの東海上を北上しながら発達。22日9時には中心付近の最大風速が35m/sに達し強い勢力に、24日3時には非常に強い勢力にまで発達した。
フィリピン全体では、台風による大雨によって土砂崩れや洪水が相次ぎ、13人が死亡した。ルソン島の一部地域で降水量が300mmに達し、中でもケソン市では大きな被害が出ており、市の情報によると、約5万5000人が避難している。
日本では、山形県・秋田県・北海道北部で台風から梅雨前線に向かって湿った空気が流れ込み記録的な大雨となり、特に山形県においては一時大雨特別警報が発表された。
その後台風は中国大陸（北緯27.9度、東経115.9度）を進み、27日午後9時に熱帯低気圧に変わった。
台風3号の名前「ケーミー（Gaemi）」は、韓国が提案した名前で、アリを意味する。

### 台風4号（プラピルーン）
202404・04W・ブッチョイ
気象庁は7月19日、南シナ海で熱帯低気圧が発生したとした。
さらに同日中に、この熱帯低気圧が24時間以内に台風に発達する見込みであるとした。
21日12時、南シナ海（北緯16.0度、東経111.3度）で熱帯低気圧から台風に発達し、「プラピルーン（Prapiroon）」と命名された。また、台風4号が7月21日に発生するのは統計開始以来9番目に遅い記録となった。
台風は南シナ海を北東進し、海南島に上陸後ベトナムのハロン市付近（北緯21.5度、東経106.7度）に上陸。23日21時に熱帯低気圧に降格した。
台風4号の名前「プラピルーン（Prapiroon）」は、タイ王国が提案した名前で、雨の神を意味する。

### 台風5号（マリア）
202405・06W
気象庁は8月5日、小笠原諸島付近で熱帯低気圧が発生したとした。6日には、この熱帯低気圧が24時間以内に台風に発達する見込みであるとした。
8日3時、小笠原諸島付近で熱帯低気圧から台風に発達し、「マリア（Maria）」と命名。
また、台風5号が8月8日に発生するのは統計開始以来7番目に遅い記録となった。
台風は西に進み12日8時半、岩手県大船渡市付近に上陸した。台風が東北の太平洋側に上陸するのは2021年の台風8号以来3年ぶりであり、岩手県に上陸するのは2016年の台風10号以来、8年ぶりとなった。その後、東北地方を横断し、13日3時に日本海で熱帯低気圧に変わった。
岩手県においては10日からの総雨量が400mmを超え、平年の8月1か月分の降水量の2倍を超える記録的な大雨となった。また、複数の河川は溢水し、道路が冠水した。三陸鉄道では、佐羽根駅と田老駅との間の路盤が大雨により流失した。
台風5号の名前「マリア（Maria）」は、アメリカ合衆国が提案した名前で、女性の名前を意味する。

### 台風6号（ソンティン）
202406・07W
気象庁は8月10日、台風5号の南東、南鳥島近海で熱帯低気圧が発生したとした。
さらに同日、この熱帯低気圧が24時間以内に台風へと発達する見込みとした。
11日18時、熱帯低気圧から台風に発達し、「ソンティン（Son-Tinh）」と命名された。
13日21時、台風は熱帯低気圧に降格した。
台風6号の名前「ソンティン（Son-Tinh）」は、ベトナムが提案した名前で、ベトナム神話の山の神を意味する。

### 台風7号（アンピル）
202407・08W
気象庁は8月4日、日本の南で熱帯低気圧が発生したとしたが、8日に天気図上から一度消失した。しかし熱帯低気圧は11日に再び天気図上に表記された。
気象庁は12日にこの熱帯低気圧について、24時間以内に台風へと発達する見込みとした。
熱帯低気圧は13日3時に日本の南で台風へと発達し、「アンピル（Ampil）」と命名された。
台風は高い海面水温と少ない鉛直シアーにより発達を続けた。関東へ最接近した16日になっても本台風の最低気圧950hPaを維持しており、最大風速も45m/sと非常に強いものとなった。
台風接近前より国営ひたち海浜公園などの施設では16日の臨時休園が発表された。また、航空では欠航が相次ぎ、茨城港・名洗港の港湾施設の一部に被害が確認された。
台風は、19日9時に日本のはるか東の海上で温帯低気圧に変わった。
台風7号の名前「アンピル（Ampil）」は、カンボジアが提案した名前で、タマリンドを意味する。

### 台風8号（ウーコン）
202408・09W
気象庁は8月12日、南鳥島近海で熱帯低気圧が発生したとした。
気象庁は翌13日にこの熱帯低気圧について、24時間以内に台風へと発達する見込みとした。
熱帯低気圧は同日15時に日本の南で台風へと発達し、「ウーコン（Wukong）」と命名された。
そのまま日本の東海上を北上し、15日15時に温帯低気圧に変わった。
台風8号の名前「ウーコン（Wukong）」は、中国が提案した名前で、悟空を意味する。

### 台風9号（ジョンダリ）
202409・10W・ディンド
気象庁は8月17日、15日ごろ発生した低圧部が熱帯低気圧に発達したとした。
翌18日にはPAGASAが、熱帯低気圧がフィリピン責任地域（PAR）に入っているとして、フィリピン名「ディンド（Dindo）」を付与している。
19日3時に宮古島の南で台風となり、「ジョンダリ(Jongdari)」と命名された。。
その後台風は沖縄から離れ、20日21時に黄海で熱帯低気圧に変わった。
台風9号の名前「ジョンダリ(Jongdari)」は北朝鮮が提案した名前で、ヒバリを指す。

### 台風10号（サンサン）
202410・11W
気象庁は8月21日09時、同日3時頃に発生した低圧部が熱帯低気圧に発達したとした。
翌日3時にはマリアナ諸島付近で台風となり、「サンサン(Shanshan)」と命名された。
台風は23日3時に中心気圧985hPaとなり、暴風域を伴い始めた。その後しばらくは、台風の西側にあった寒冷渦と予想進路上に張り出した太平洋高気圧に影響され、予想より発達せず、進路が西偏した。
しかし、寒冷渦が消滅し奄美大島の東に達したところで急速に発達し、27日9時には中心気圧950hPa、中心付近の最大風速45m/sとなり、非常に強い勢力に発達した。気象庁は28日午前7時に、 「経験したことのないような暴風や記録的な大雨などが予想され、最大級の警戒が必要」として 台風を要因とする特別警報（暴風、波浪、高潮）を発表する可能性があるとした。
そして28日午後1時、気象庁は奄美地方を除く鹿児島県に暴風・波浪特別警報を発表した。台風を要因とする特別警報が九州地方に発表されるのは2022年の台風14号以来となる。午後4時20分には鹿児島県の一部地域に高潮特別警報を発表した。
その後、29日8時ごろに鹿児島県薩摩川内市付近に非常に強い勢力で上陸し枕崎市で51.1m/sの最大瞬間風速を観測した。台風が鹿児島県に上陸、そして非常に強い勢力で上陸するのは、2022年の台風14号以来2年ぶりとなった。その後、天草諸島・島原半島をかすめた後に方角を東に変えて九州中部を横断、国東半島から周防灘に抜けて瀬戸内海上を進み、愛媛県今治市に再上陸、四国を横断した。東進の際にも、日本の北方を吹く偏西風にうまく乗ることは出来ず、非常に遅いスピードで迷走を続けた。台風は九州横断直後から陸地の影響を受けて急速に勢力を落とし、9月1日正午、東海道沖で熱帯低気圧に変わった。
この台風では、台風本体による風雨のみならず、台風による風と太平洋高気圧のもたらす南風の影響で、特に台風本体から遠く離れた関東地方南部から東海地方で顕著な大雨となり、河川が氾濫し住宅の浸水や道路の冠水など、各地で多くの被害が出て8人が死亡した。また、宮崎県宮崎市では竜巻と推定される突風が発生し多くの家屋に被害が発生した。また交通にも大きな影響が出て、中でも東海道新幹線は三島 - 名古屋間で8月30日から9月1日まで過去最長となる連続3日間の計画運休を行った。

台風10号の名前「サンサン(Shanshan)」は香港が提案した名前で、少女の名前を意味する。

### 台風11号（ヤギ）
202411・12W・エンテン・BOB05
気象庁は8月31日9時、フィリピンの東で熱帯低気圧が発生したと解析した。
9月1日9時、気象庁はこの熱帯低気圧が24時間以内に台風に発達する見込みであると発表した。
熱帯低気圧は同日21時までに台風へと昇格し、「ヤギ(Yagi)」と命名された。
なお、PAGASAは1日9時の時点で熱帯低気圧がフィリピン責任地域（PAR）に入っているとして、フィリピン名「エンテン（Enteng）」を付与している。
台風は2日15時ごろにルソン島北部に上陸。翌日南シナ海へと抜けると、急速に発達して非常に強い勢力にまで発達した。
9月5日の正午には中心気圧が915hPaとなり、今年初の猛烈な勢力に発達した。
9月8日午後3時に熱帯低気圧に変わった。
しかし、9月13日に再びベンガル湾付近で熱帯低気圧となり、そのままバングラディシュへ上陸した。
台風11号の名前「ヤギ(Yagi)」は日本が提案した名前で、やぎ座を意味する。

第57回台風委員会にて、アジア各地で甚大な被害が確認されたこと、そして中国気象局とベトナム気象局による除名申請により、アジア名「ヤギ」は引退することとなった。2つの気象機関により除名申請がされるのは令和5年台風第5号（トクスリ）に続き史上2度目。

### 台風12号（リーピ）
202412・13W
気象庁は9月2日9時、小笠原諸島の東の海上で熱帯低気圧が発生したとした。
9月5日15時にこの熱帯低気圧は突如台風となり、「リーピ(Leepi）」と命名された。
その後、日本の東を進み、9月7日9時に日本のはるか東で温帯低気圧となった。

### 台風13号（バビンカ）
202413・14W・フェルディー
気象庁は9日21時にグアムの南の海上で熱帯低気圧が発生したと解析した。そして翌日にはこの台風が24時間以内に台風に発達すると発表した。
9月10日21時にこの熱帯低気圧は台風となり、「バビンカ(Bebinca)」と命名された。
17日(火)午前9時に華中で熱帯低気圧に変わった。
18日の21時に熱帯低気圧は天気図から消滅した。

### 台風14号（プラサン）
202414・15W
気象庁は9月15日15時にグアム付近で熱帯低気圧が発生したと解析し、24時間以内に台風に発達する見込みであると発表した。
そして21時、熱帯低気圧は台風となりアジア名「プラサン(Pulasan)」と命名された。
21日（土）午後3時に黄海で温帯低気圧に変化し、日本列島に停滞する秋雨前線と融合して令和6年9月能登半島豪雨の一因となった。

### 台風15号（ソーリック）
202415・16W・ジェナー
気象庁は9月15日9時、ルソン島の東で熱帯低気圧が発生したと解析した。翌日にはこの熱帯低気圧が24時間以内に台風に発達する見込みであると発表した。
そして9月19日9時に台風に発達し、アジア名「ソーリック(Soulik)」と命名された。
その後 ベトナムに進んで9月20日3時に熱帯低気圧に降格した。

### 台風16号（シマロン）
202416・18W
気象庁は9月24日9時日本の南の海上で発生していた低圧部が熱帯低気圧に発達したと解析した。
翌日9時に24時間以内に台風に発達する見込みであると解析した3時間後に台風の勢力に発達し、アジア名「シマロン(Cimaron)」と命名された。
その後、9月26日15時に日本の南の海上で熱帯低気圧に降格した。

### 台風17号（チェービー）
202417・19W
気象庁は、27日15時、マリアナ諸島の北緯18度00分、東経145度20分で、熱帯低気圧が台風に発達したと発表した。
台風は「チェービー(Jebi)」
10月2日午後9時、千島の東の海上で温帯低気圧に変わった。

### 台風18号（クラトーン）
202418・20W・ジュリアン
9月26日15時、気象庁は琉球諸島の南で熱帯低気圧が発生したとした。
翌日にはこの熱帯低気圧が24時間以内に台風に発達する見込みであると発表した。
第57回台風委員会にて、「クラトーン」は台湾での甚大な被害により『当代限り』での使用で「引退」することが報告された。

### 台風19号（バリジャット）
202419・21W
気象庁は10月7日15時日本の南の海上で発生していた低圧部が熱帯低気圧に発達したと解析した。
10月9日15時に台風の勢力に発達し、アジア名「バリジャット(Barijat)」と命名された。
その後、10月11日9時に日本の北の海上で温帯低気圧に降格した。

### 台風20号（チャーミー）
202420・22W・クリスティン
フィリピン・ルソン島を横断し、少なくとも70人が死亡した。

### 台風21号（コンレイ）
202421・23W・レオン
第57回台風委員会にて、フィリピンにて甚大な被害が確認されたため、アジア名「コンレイ」は、引退することが報告された。

### 台風22号（インシン）
202422・24W・マース
11月3日21時に熱帯低気圧は台風22号へと昇格し、北西に動きながら発達。4日21時に暴風域が出現し、7日15時に最低気圧（945hPa）と最大風速（50ｍ）を記録。非常に強い勢力となった。その後はフィリピン北部を通過。上陸はしなかったものの、強い勢力程度にまで衰退した。しかし、8日15時から再発達を始め、9日9時から18時間、再び非常に強い勢力を維持した。その後、台風は急速に衰え、12日15時に熱帯低気圧へと降格した。

### 台風23号（トラジー）
202423・26W・ニカ
第57回台風委員会にて、フィリピンにて甚大な被害が確認されたため、アジア名「トラジー」は、引退することが報告された。

### 台風24号（マンニィ）
202424・25W・ペピート
11月中旬・下旬にフィリピンを通過し、同月21日までに12人が死亡したと判明した。これを含め、フィリピンはこの1カ月間で6度の台風直撃を受け、少なくとも175人が死亡、数千人が避難を余儀なくされた。
第57回台風委員会にて、フィリピンにて甚大な被害が確認されたため、アジア名「マンニィ」は、引退することが報告された。

### 台風25号（ウサギ）
202425・27W・オフェル
第57回台風委員会にて、フィリピンにて甚大な被害が確認されたため、アジア名「ウサギ」は、引退することが報告された。

### 台風26号（パブーク）
202426・28W・ロミナ
この部分に加筆が望まれます

## 気象庁が「台風」に分類しなかった熱帯低気圧
熱帯低気圧番号（○○W）は、合同台風警報センター（JTWC）が熱帯低気圧と認めたものに付与し、同機関をはじめ海外の各気象機関で用いられる。フィリピン大気地球物理天文局（PAGASA）がフィリピン名を命名している場合、フィリピン名も併記する。また、熱帯低気圧番号がない場合にも、気象庁が熱帯低気圧としたものを以下に「TD」と単に表す。

### TD03W
気象庁は7月13日、南シナ海で熱帯低気圧が発生したとした。

### SD01C
気象庁は9月2日、8月23日に発生したハリケーン・ホネの残骸にあたる熱帯低気圧が西経域から180度経線を越え気象庁の観測範囲内に入ったとした。
しかし、風速が台風の基準値未満と解析されたため2年連続の越境台風発生とはならなかった。その後、8日15時に日本のはるか東で消滅した。
JTWCは、追跡調査ではSD01Cは、台風の勢力を保ったまま越境したことになった。
気象庁は、確定版の天気図にて越境したSD01Cを、台風の勢力未満で越境したと見做した。

### TD17W（イグメ）
気象庁は9月20日台湾の東で熱帯低気圧が発生したと解析した。
しかし台風に発達することなく台湾で消滅した。

## その他の熱帯低気圧

### JMA TD 11
気象庁は8月19日09時、日本の南の海上で熱帯低気圧が発生したとしたが、8月23日03時に消滅した。さらに同日09時に再度天気図に現れたものの、発達することなく26日12時に再度消滅した。

### JMA TD 12
気象庁は8月19日12時、九州の東で熱帯低気圧が発生したとしたが、翌日9時に消滅した。

### JMA TD 13
気象庁は8月21日3時、関東の東の海上で熱帯低気圧が発生したとしたが、同日9時に消滅した。

### JMA TD 15
気象庁は8月30日9時、関東の南の海上で熱帯低気圧が発生したとしたが、8月31日3時には消滅している。

### JMA TD 18
気象庁は9月4日12時、沖ノ鳥島付近の海上で熱帯低気圧が発生したとした。だが、発達することなく9月6日に低圧部に降格した。その後はしばらく日本の南の海上で停滞していたが、9日12時に再び熱帯低気圧となった。そして翌日には気象庁が24時間以内に台風に発達する見込みであるとしたが予想に反して台風の勢力に発達しなかった。そして9月13日9時に中国の華中で消滅した。

### JMA TD 24
9月26日9時、気象庁はフィリピン海で熱帯低気圧が発生したと解析した。翌日9時には消滅した。

### JMA TD 27
10月6日15時、気象庁はフィリピン海で熱帯低気圧が発生したとした。熱帯低気圧（後の台風19号）の後を追うように進んでいたが翌日15時に消滅した。

### JMA TD 28
気象庁は10月13日3時に日本のはるか東の海上で熱帯低気圧が発生したとした。その後北上して前線に取り込まれ温帯低気圧に変わった。

## 各熱帯低気圧の影響
| 台風・ 熱帯低気圧 | 名称                       | 期間          | 大きさ・ 強さ    | 階級    | 最大風速     | 最低気圧 | 影響地域                                                                 | 被害額（百万ドル） | 死者・行方不明者数(人) | 出典                            |
| ----------------- | -------------------------- | ------------- | ---------------- | ------- | ------------ | -------- | ------------------------------------------------------------------------ | ------------------ | ---------------------- | ------------------------------- |
| 台風1号           | イーウィニャ（アゴン）     | 5/23 - 5/31   | 強い             | TY      | 35m/s(70kt)  | 980hPa   | フィリピン・日本（東海・関東）                                           | 20.88              | 7人                    | [ 15 ]                          |
| 台風1号           | イーウィニャ（アゴン）     | 5/23 - 5/31   | 強い             | TY      | 50m/s(95kt)  | 957hPa   | フィリピン・日本（東海・関東）                                           | 20.88              | 7人                    | [ 15 ]                          |
| 台風2号           | マリクシ                   | 5/30 - 6/1    | -                | TS      | 18m/s(35kt)  | 998hPa   | 中国（華南）・台湾                                                       | -                  | -                      | -                               |
| 台風2号           | マリクシ                   | 5/30 - 6/1    | -                | TD      | 15m/s(30kt)  | 995hPa   | 中国（華南）・台湾                                                       | -                  | -                      | -                               |
| TD03W             | -                          | 7/13 - 7/16   | -                | TD      | -            | 1000hPa  | ベトナム・ラオス                                                         | -                  | -                      | -                               |
| TD03W             | -                          | 7/13 - 7/16   | -                | TD      | 15m/s(30kt)  | 1000hPa  | ベトナム・ラオス                                                         | -                  | -                      | -                               |
| 台風4号           | プラピルーン（ブッチョイ） | 7/19 - 7/25   | -                | STS     | 30m/s(60kt)  | 980hPa   | フィリピン・中国（華南・海南島）・ベトナム・ラオス・タイ・カンボジア     | 0.41               | 25人                   | [ 119 ]                         |
| 台風4号           | プラピルーン（ブッチョイ） | 7/19 - 7/25   | -                | TS      | 30m/s(60kt)  | 985hPa   | フィリピン・中国（華南・海南島）・ベトナム・ラオス・タイ・カンボジア     | 0.41               | 25人                   | [ 119 ]                         |
| 台風3号           | ケーミー（カリナ）         | 7/19 - 7/30   | 大型・非常に強い | TY      | 45m/s(90kt)  | 940hPa   | フィリピン・沖縄（先島諸島）・台湾・中国（華南）                         | 7.51               | 48人                   | [ 120 ]                         |
| 台風3号           | ケーミー（カリナ）         | 7/19 - 7/30   | 大型・非常に強い | TY      | 65m/s(125kt) | 919hPa   | フィリピン・沖縄（先島諸島）・台湾・中国（華南）                         | 7.51               | 48人                   | [ 120 ]                         |
| 台風5号           | マリア                     | 8/5 - 8/15    | -                | STS     | 30m/s(55kt)  | 980hPa   | 日本（小笠原諸島・東北地方）                                             | -                  | -                      | -                               |
| 台風5号           | マリア                     | 8/5 - 8/15    | -                | TY      | 35m/s(70kt)  | 969hPa   | 日本（小笠原諸島・東北地方）                                             | -                  | -                      | -                               |
| 台風6号           | ソンティン                 | 8/10 - 8/13   | -                | TS      | 18m/s(35kt)  | 994hPa   | -                                                                        | -                  | -                      | -                               |
| 台風6号           | ソンティン                 | 8/10 - 8/13   | -                | TS      | 20m/s(40kt)  | 992hPa   | -                                                                        | -                  | -                      | -                               |
| 台風7号           | アンピル                   | 8/4 - 8/19    | 非常に強い       | TY      | 45m/s(85kt)  | 950hPa   | 日本（沖縄・小笠原諸島・伊豆諸島・関東・東北）                           | -                  | -                      | -                               |
| 台風7号           | アンピル                   | 8/4 - 8/19    | 非常に強い       | TY      | 65m/s(115kt) | 947hPa   | 日本（沖縄・小笠原諸島・伊豆諸島・関東・東北）                           | -                  | -                      | -                               |
| 台風8号           | ウーコン                   | 8/12 - 8/15   | -                | TS      | 18m/s(35kt)  | 1002hPa  | -                                                                        | -                  | -                      | -                               |
| 台風8号           | ウーコン                   | 8/12 - 8/15   | -                | TD      | 15m/s(30kt)  | 1002hPa  | -                                                                        | -                  | -                      | -                               |
| 台風9号           | ジョンダリ（ディンド）     | 8/17 - 8/22   | -                | TS      | 20m/s(40kt)  | 998hPa   | 台湾・日本（沖縄）・韓国                                                 | -                  | -                      | -                               |
| 台風9号           | ジョンダリ（ディンド）     | 8/17 - 8/22   | -                | TS      | 18m/s(35kt)  | 999hPa   | 台湾・日本（沖縄）・韓国                                                 | -                  | -                      | -                               |
| JMA TD 11         | -                          | 8/19 - 8/26   | -                | TD      | -            | 1004hPa  | -                                                                        | -                  | -                      | -                               |
| JMA TD 11         | -                          | 8/19 - 8/26   | -                | LPA     | 10m/s(20kt)  | 1006hPa  | -                                                                        | -                  | -                      | -                               |
| JMA TD 12         | -                          | 8/19 - 8/20   | -                | TD      | -            | 1006hPa  | -                                                                        | -                  | -                      | -                               |
| JMA TD 12         | -                          | 8/19 - 8/20   | -                | Unknown | -            | -        | -                                                                        | -                  | -                      | -                               |
| JMA TD 13         | -                          | 8/21 - 8/21   | -                | TD      | -            | 1012hPa  | -                                                                        | -                  | -                      | -                               |
| JMA TD 13         | -                          | 8/21 - 8/21   | -                | Unknown | -            | -        | -                                                                        | -                  | -                      | -                               |
| 台風10号          | サンサン                   | 8/21 - 9/5    | 非常に強い       | TY      | 50m/s(95kt)  | 935hPa   | 日本（東北以南）・韓国                                                   | -                  | 8人                    | -                               |
| 台風10号          | サンサン                   | 8/21 - 9/5    | 非常に強い       | TY      | 60m/s(115kt) | 932hPa   | 日本（東北以南）・韓国                                                   | -                  | 8人                    | -                               |
| JMA TD 15         |                            | 8/30 - 8/31   | -                | TD      | -            | 1006hPa  | ‐                                                                        |                    |                        |                                 |
| JMA TD 15         | unknown                    | 8/30 - 8/31   | -                | -       | -            |          | ‐                                                                        |                    |                        |                                 |
| 台風11号          | ヤギ（エンテン）           | 8/31 - 9/9    | 猛烈な           | TY      | 55m/s(105kt) | 915hPa   | フィリピン・中国（華南）・ベトナム・ラオス・ミャンマー                   | -                  | 568人                  | [ 121 ] [ 122 ] [ 123 ] [ 124 ] |
| 台風11号          | ヤギ（エンテン）           | 8/31 - 9/9    | 猛烈な           | STY     | 70m/s(140kt) | 922hPa   | フィリピン・中国（華南）・ベトナム・ラオス・ミャンマー                   | -                  | 568人                  | [ 121 ] [ 122 ] [ 123 ] [ 124 ] |
| SD01C             | （ホーネ）                 | 9/2 - 9/8     | -                | TD      | 15m/s(30kt)  | 1004hPa  | ハワイ諸島                                                               | -                  | -                      | -                               |
| SD01C             | （ホーネ）                 | 9/2 - 9/8     | -                | TS      | 18m/s(35kt)  | 1007hPa  | ハワイ諸島                                                               | -                  | -                      | -                               |
| 台風12号          | リーピ                     | 9/2 - 9/7     | -                | TS      | 18m/s(35kt)  | 1002hPa  | ‐                                                                        |                    |                        |                                 |
| 台風12号          | リーピ                     | 9/2 - 9/7     | -                | TS      | 20m/s(35kt)  | 1002hPa  | ‐                                                                        |                    |                        |                                 |
| JMA TD 18         | -                          | 9/4 - 9/13    | -                | TD      | -            | 998hPa   | -                                                                        | -                  | -                      | -                               |
| JMA TD 18         | -                          | 9/4 - 9/13    | -                | LPA     | 8m/(15kt)    | 1002hPa  | -                                                                        | -                  | -                      | -                               |
| 台風13号          | バビンカ                   | 9/9 - 9/18    | 強い             | TY      | 35m/s(70kt)  | 965hPa   | 日本（沖縄）・中国（華中）                                               | -                  | -                      | -                               |
| 台風13号          | バビンカ                   | 9/9 - 9/18    | 強い             | TY      | 35m/s(70kt)  | 965hPa   | 日本（沖縄）・中国（華中）                                               | -                  | -                      | -                               |
| 台風15号          | ソーリック（ジェナー）     | 9/15 - 9/20   | -                | TS      | 18m/s(35kt)  | 992hPa   | フィリピン・中国（華南）・ベトナム・ラオス・タイ・カンボジア・ミャンマー | -                  | -                      | -                               |
| 台風15号          | ソーリック（ジェナー）     | 9/15 - 9/20   | -                | TS      | 18m/s(35kt)  | 992hPa   | フィリピン・中国（華南）・ベトナム・ラオス・タイ・カンボジア・ミャンマー | -                  | -                      | -                               |
| 台風14号          | プラサン                   | 9/15 - 9/26   | 大型             | TS      | 23m/s(45kt)  | 992hPa   | 日本（沖縄）                                                             | -                  | -                      | -                               |
| 台風14号          | プラサン                   | 9/15 - 9/26   | 大型             | TS      | 25m/s(50kt)  | 992hPa   | 日本（沖縄）                                                             | -                  | -                      | -                               |
| 台風16号          | シマロン                   | 9/24 - 9/27   | -                | TS      | 18m/s(35kt)  | 1002hPa  | -                                                                        | -                  | -                      | -                               |
| 台風16号          | シマロン                   | 9/24 - 9/27   | -                | TS      | 18m/s(35kt)  | 1002hPa  | -                                                                        | -                  | -                      | -                               |
| 台風17号          | チェービー                 | 9/25 -        | -                | STS     | 30m/s(60kt)  | 985hPa   | -                                                                        | -                  | -                      | -                               |
| 台風17号          | チェービー                 | 9/25 -        | -                | TY      | 35m/s(65kt)  | 980hPa   | -                                                                        | -                  | -                      | -                               |
| JMA TD 24         |                            | 9/26 - 9/27   | -                | TD      | -            | 1006hPa  | -                                                                        | -                  | -                      | -                               |
| JMA TD 24         | LPA                        | 9/26 - 9/27   | -                | -       | -            |          | -                                                                        | -                  | -                      | -                               |
| 台風18号          | クラトーン（ジュリアン）   | 9/26 - 10/4   | 大型・猛烈な     | TY      | 55m/s(105kt) | 915hPa   | 台湾・日本（沖縄）                                                       | -                  | 5人                    | -                               |
| 台風18号          | クラトーン（ジュリアン）   | 9/26 - 10/4   | 大型・猛烈な     | STY     | 65m/s(130kt) | 927hPa   | 台湾・日本（沖縄）                                                       | -                  | 5人                    | -                               |
| 台風19号          | バリジャット               | 10/5 - 10/11  | -                | TS      | 23m/s(45kt)  | 990hPa   | -                                                                        | -                  | -                      | -                               |
| 台風19号          | バリジャット               | 10/5 - 10/11  | -                | TS      | 20m/s(40kt)  | 988hPa   | -                                                                        | -                  | -                      | -                               |
| JMA TD 27         |                            | 10/6 - 10/7   | -                | TD      | -            | 1006hPa  | -                                                                        | -                  | -                      | -                               |
| JMA TD 27         | LPA                        | 10/6 - 10/7   | -                | -       | -            |          | -                                                                        | -                  | -                      | -                               |
| 台風20号          | チャーミー（クリスティン） | 10/16 - 10/29 | 大型             | STS     | 30m/s(60kt)  | 970hPa   | フィリピン・ベトナム・ラオス・中国（海南島）・カンボジア                 | -                  | 166人                  | -                               |
| 台風20号          | チャーミー（クリスティン） | 10/16 - 10/29 | 大型             | TS      | 30m/s(60kt)  | 978hPa   | フィリピン・ベトナム・ラオス・中国（海南島）・カンボジア                 | -                  | 166人                  | -                               |
| 台風21号          | コンレイ（レオン）         | 10/24 - 11/1  | 大型・非常に強い | TY      | 50m/s(100kt) | 925hPa   | フィリピン・中国（華南）・台湾                                           | -                  | 2人                    | -                               |
| 台風21号          | コンレイ（レオン）         | 10/24 - 11/1  | 大型・非常に強い | STY     | 65m/s(130kt) | 927hPa   | フィリピン・中国（華南）・台湾                                           | -                  | 2人                    | -                               |
| 台風22号          | インシン（マース）         | 11/3 - 11/12  | 非常に強い       | TY      | 50m/s(95kt)  | 945hPa   | フィリピン・中国（華南）・ベトナム・カンボジア                           | -                  | -                      | -                               |
| 台風22号          | インシン（マース）         | 11/3 - 11/12  | 非常に強い       | STY     | 65m/s(130kt) | 937hPa   | フィリピン・中国（華南）・ベトナム・カンボジア                           | -                  | -                      | -                               |
| 台風23号          | トラジー（ニカ）           | 11/9 - 11/15  | 強い             | TY      | 35m/s(70kt)  | 980hPa   | フィリピン                                                               | -                  | 4人                    | -                               |
| 台風24号          | マンニィ（ペピート）       | 11/9 - 11/20  | 猛烈な           | TY      | 55m/s(35kt)  | 920hPa   | フィリピン                                                               | -                  | 14人                   | -                               |
| 台風25号          | ウサギ（オフェル）         | 11/12 - 11/16 | 非常に強い       | TY      | 50m/s(95kt)  | 940hPa   | フィリピン                                                               | -                  | -                      | -                               |
| 台風26号          | パブーク（ロミナ）         | 12/21 - 12/24 | -                | TS      | 18m/s(35kt)  | 1000hPa  | フィリピン                                                               | -                  | 4人                    | -                               |

- 「期間」は熱帯低気圧として存命した期間を表す。台風が熱帯低気圧に変わった場合、熱低化から消滅までの期間も含む。
- 「階級」は気象庁が示す国際分類で、TD=トロピカル・デプレッション、TS=トロピカル・ストーム、STS=シビア・トロピカル・ストーム、TY=タイフーンである。STY=スーパータイフーンは、合同台風警報センター（JTWC）の分類で、タイフーンのうち最大風速が130kt（約65m/s、1分間平均）以上のもの。
- 合同台風警報センター（JTWC）の表記のうち、MD=モンスーン・ディプレッション（モンスーン型の熱帯低気圧）、WV=トロピカル・ウェーブ（高気圧の縁に出来る熱帯の波）、DB=トロピカル・ディスターバンス（熱帯擾乱）、DS=ディスィペインティング（散逸擾乱）、IN=インランド（地形性低気圧）、SD=サブ・トロピカル・ディプレッション（亜熱帯低気圧）、SS=サブ・トロピカル・ストーム（亜熱帯性台風）、EX=エクストラ・トロピカル・システムズ（温帯低気圧またはそれに準ずるもの）をそれぞれ表す。このうちWV,DBはLPA（低圧部）に属し、MD、SDは熱帯低気圧に属する。
- なお、米軍の最終事後解析は2024年に公開される予定の資料を出典にて明記する。
- 上段は気象庁の情報、下段はJTWCの情報である。
- 台風3号、4号と台風14、15号は順序が入れ替わっているが米軍が熱帯低気圧と認めた順に示している。